# Baum Jakab
Baum Jakab (Nagyölved, 1850 – ?, 1941. január 22.) Pilisvörösvár ortodox zsidó rabbija 1875-től haláláig.

## Élete
A felvidéki Nagyölved (ma: szlovákul Veľké Ludince)  településen született. A pozsonyi jesivaban tanult, mestere Szófér Ábrahám (a „Kszáv Szófér”) pozsonyi rabbi volt.
Kopfstein Simon rabbi 1874-es lemondása után, 1875-től működött Pilisvörösváron rabbiként. Az 1919-es pilisvörösvári pogrom után Budapestre költözött, de soha sem mondott le a rabbiságról. A nagyobb zsidó ünnepeken továbbra is szolgált, bár 1926-tól rendszeresen Billitzer Jenő helyettesítette. Azaz 44 éven át gyakorló, majd 22 éven át névleges, összesen 66 éven át rabbija volt Pilisvörösvárnak. 1875-től 1885-ig az ő hitközözségéhez tartozott Pilisvörösvár mellett Pomáz, Csobánka, Üröm, Borosjenő, és Budakalász is. 1885-ben azonban ezekből a településekből új vallási kerületet szerveztek.
Kiterjedt levelezést folytatott a korszak más orthodox zsidó rabbijaival. Haus und Schule és Der “Talmud” im ungarischen Abgeordnetenhause címmel két írása is megjelent, utóbbiban a Tiszaeszlári vérvádról ír  (Vörösvár, 1882).
1941-ben hunyt el rövid betegség után 91 éves korában. Szellemi tisztaságát haláláig megtartotta. Haláláról az Orthodox Zsidó Újság adott hírt. Működési helyén temették el, sírja a mai napig látható a Pilisvörösvári zsidó temetőben. Halála után nem volt több rabbija a településnek.
Felesége Stern Zsófia (1852–1897) volt.